# Historias del Kronen
Historias del Kronen è un film del 1995 diretto da Montxo Armendáriz e tratto dal romanzo omonimo di José Ángel Mañas.
Il film è stato presentato al Festival di Cannes del 1995.

## Trama
Carlos, Roberto, Pedro e Manolo formano un gruppo di amici poco più che ventenni con tanto tempo a disposizione durante le vacanze estive. Il punto di incontro per il gruppo di amici è un bar chiamato Kronen, dove Manolo, il meno ricco tra loro, lavora come barista ed è il cantante di una rock band. Carlos, il capo del gruppo, è bello ed egoista ed ama la provocazione e la trasgressione. Al Kronen Carlos riaccende una relazione con Amalia, sua ex fidanzata il cui attuale fidanzato è per caso fuori città. Amalia si unisce al gruppo attratta dal bell'aspetto e dal fascino di Carlos. Roberto è il migliore amico di Carlos, suona la batteria nella band dove canta Manolo e reprime i suoi sentimenti omosessuali nei confronti del suo migliore amico.
Quando vanno a vedere il film preferito di Roberto, Henry, pioggia di sangue, Roberto si eccita quando vede Carlos giocare sessualmente al buio con la sua ragazza. Pedro è il membro più debole del gruppo; ha seri problemi di salute avendo perso un rene ed essendo diabetico, e essendo il più vulnerabile, Carlos si approfitta di lui prendendolo continuamente in giro per la sua delicatezza.
Al Kronen, Pedro ha una discussione con uno sconosciuto e i due decidono di sfidarsi a chi tra di loro è in grado di restare più a lungo appeso da un ponte sopra un'autostrada. La sfida viene interrotta dalla polizia e Carlos e Pedro vengono arrestati. Il padre di Carlos è un avvocato e riesce a far mettere in libertà i due amici. Successivamente, durante l'anniversario di matrimonio dei suoi genitori, la sorella di Carlos si lamenta con il fratello per la sua mancanza di interesse per le relazioni familiari e per il suo comportamento selvaggio. Carlos si relaziona solo col suo vecchio nonno malato, che gli aveva fatto da mentore, il quale però muore.
Per festeggiare il suo compleanno, Pedro invita i suoi amici a casa sua per una festa, ma il ragazzo muore dopo esser stato costretto da Carlos a bere una bottiglia di scotch.

## Riconoscimenti
- 1995 - Festival di Cannes
  - Nomination Palma d'oro a Montxo Armendáriz
- 1996 - Cinema Writers Circle Awards
  - Migliore sceneggiatura adattata a Montxo Armendáriz e José Ángel Mañas
- 1996 - Premio Goya
  - Migliore sceneggiatura non originale a Montxo Armendáriz e José Ángel Mañas
  - Nomination Miglior attore rivelazione a Juan Diego Botto
- 1996 - Spanish Actors Union
  - Nomination Newcomer Award a Juan Diego Botto
- 1996 - Premio YoGa
  - Peggior film spagnolo a Montxo Armendáriz